# Spot Marks the X
Spot Marks the X is een televisiefilm uit 1986 onder regie van Mark Rosman. De hoofdrollen in deze komische misdaadfilm worden vertolkt door Mike the Dog, Barret Oliver en Natalie Gregory. De film werd voor het eerst uitgezonden door Disney Channel op 18 oktober 1986.

## Verhaal
Na een bankoverval proberen de drie bankrovers Beevis, Elvis, bendeleider Doc Ross en hun hond Capone aan de politie te ontsnappen. Wanneer hun vluchtauto vast komt te zitten begraven ze de buit, maar niet voordat Ross wordt aangehouden door de politie, die ook Capone onder hun hoede nemen. De hond wordt ondergebracht in een speciale kennel, maar ontsnapt en belandt bij het schooljongetje Ken.
Ken geeft de hond de naam Astro en samen met zijn vriendinnetje Kathy beleeft het drietal een leuke tijd. Op een gegeven moment graaft Astro tijdens het spelen een deel van de buit op. Maar ook de bankrovers zijn op zoek naar het geld en bovendien zit een hondenvanger achter Astro aan. Na enkele spannende avonturen worden de bankrovers gearresteerd en mogen de kinderen de hond houden.

## Rolverdeling
| Acteur           | Personage          |
| ---------------- | ------------------ |
| Mike the Dog     | Capone / Astro     |
| Barret Oliver    | Ken Miller         |
| Natalie Gregory  | Kathy              |
| Richard B. Shull | Dodge              |
| Vic Dunlop       | Beevis             |
| Jerry Wasserman  | Elvis              |
| Geoffrey Lewis   | Dirty Jerry        |
| David Huddleston | Doc Ross           |
| Frances Flanagan | Joan Miller        |
| Dale Wilson      | Bob Miller         |
| Pat Armstrong    | Stolen Purse Woman |
| Garry Chalk      | Cop on Bridge      |
| Don S. Davis     | Mr. Haskell        |
| Duncan Fraser    | Caretaker          |
| Antony Holland   | Lost Wallet Man    |
| Bobby Holt       | Larry              |
| Kim Kondrashoff  | Wally              |
| Dwight Koss      | Norris             |

## Trivia
- Spot Marks the X is een van de drie Disney Channel-films geregisseerd door Mark Rosman, de andere twee zijn The Blue Yonder (1985) en Life-Size (2000).